# Gare de Bouaye
La gare de Bouaye est une gare ferroviaire française de la ligne de Nantes-État à La Roche-sur-Yon par Ste-Pazanne, située sur le territoire de la commune de Bouaye, dans le département de la Loire-Atlantique en région Pays de la Loire. 
Elle est mise en service en 1875 par la Compagnie des chemins de fer nantais.
C'est une gare de la Société nationale des chemins de fer français (SNCF), desservie par des trains express régionaux TER Pays de la Loire, circulant entre Nantes et Saint-Gilles-Croix-de-Vie ou Pornic.

## Situation ferroviaire
Établie à 7 mètres d'altitude, la gare de Bouaye est située au point kilométrique (PK) 14,595 de la ligne de Nantes-État à La Roche-sur-Yon par Sainte-Pazanne, entre les gares de Rezé-Pont-Rousseau et de Port-Saint-Père - Saint-Mars.
Elle dispose, outre la voie unique de la ligne, d'une voie d'évitement pour le croisement des trains.

## Histoire
La station de Bouaye est mise en service le 11 septembre 1875 par la Compagnie des chemins de fer nantais, lorsqu'elle ouvre à l'exploitation la section de Pont-Rousseau à Pornic de sa concession d'un chemin de fer d'intérêt local de Nantes à Paimbœuf, Pornic et Machecoul. Son emplacement, approuvé par le conseil municipal du 15 février 1874, est situé près du château de La Sénaigerie sur la parcelle D 138 du cadastre. Bien que les travaux de construction de la ligne aient débuté sur la commune, les installations de la gare ne sont achevées qu'en 1876. Hyppolite Fauvel est le premier chef de gare.

La gare vers 1900
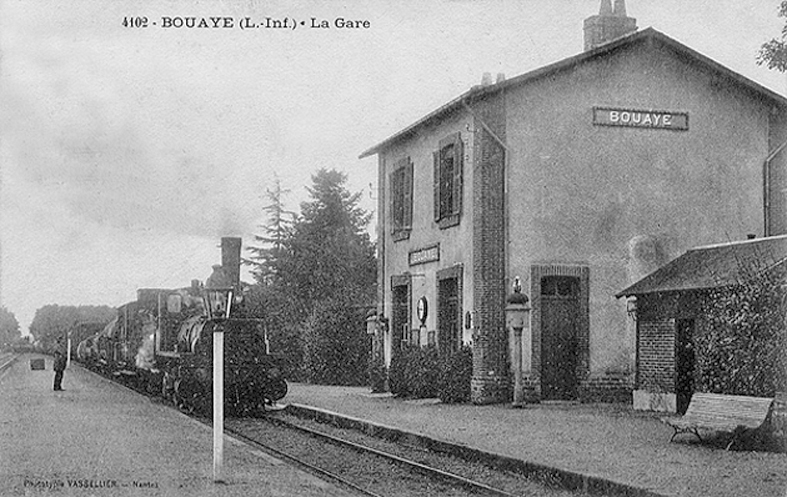
Bâtiment et train.
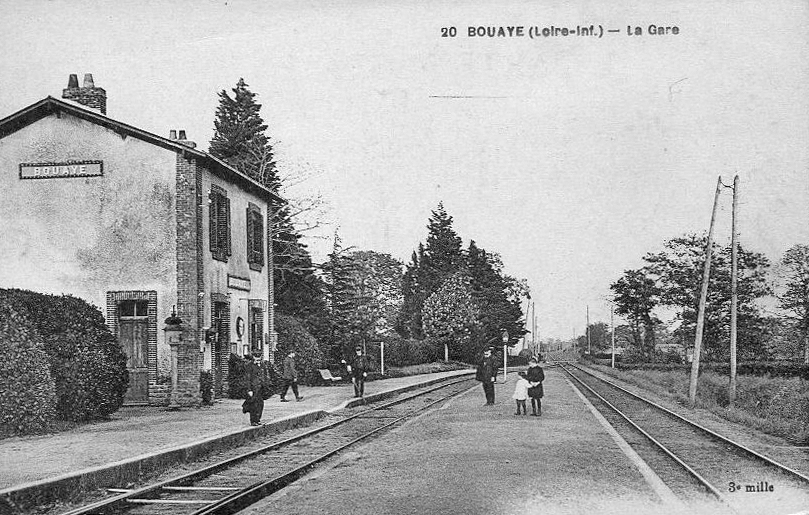
Bâtiment et quais.

Du 5 septembre au 10 octobre 2016, des travaux de renouvellement de la voie sont effectués, en gare, sur une longueur de 430 mètres. Le chantier est réalisé la nuit.

## Service des voyageurs

### Accueil

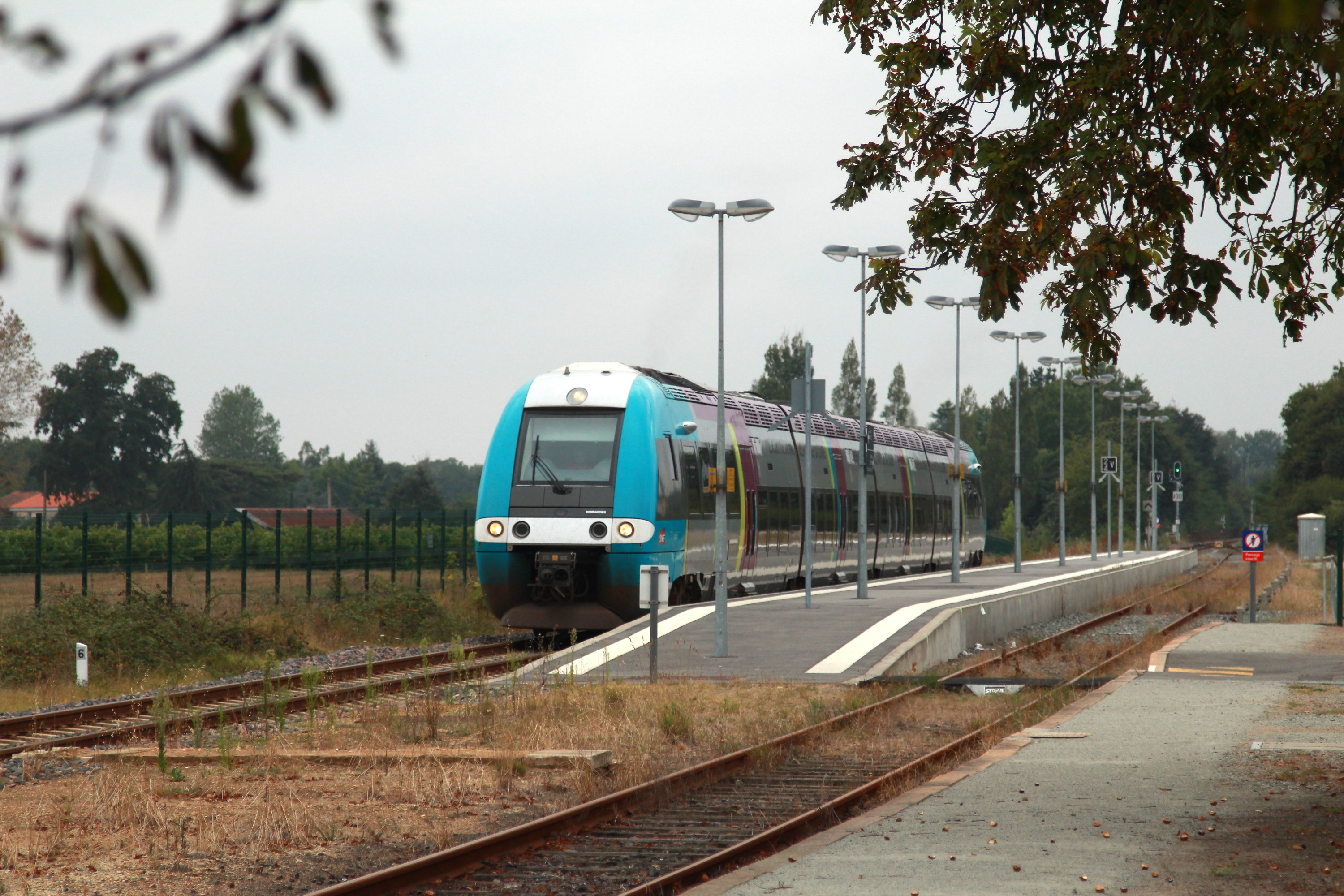
Un TER de la série X 76500 (XGC) repart de la gare de Bouaye, en direction de Nantes.

Gare SNCF, elle dispose d'un bâtiment voyageurs, avec guichet, ouvert du lundi au vendredi et fermé les samedi, dimanche et fêtes. Elle est équipée d'automates pour la vente de titres de transport TER. 
Un passage de niveau planchéié permet la traversé de l'une des deux voies et l'accès au quais central.

### Desserte
Bouaye est desservie par des trains TER Pays de la Loire des relations Nantes - Saint-Gilles-Croix-de-Vie ou Nantes - Pornic.

### Intermodalité
Un parc à vélos et un parking pour les véhicules y sont aménagés.
Elle est desservie par des bus et par des navettes des Transports en commun de l'agglomération nantaise (TAN) (en correspondances avec certains trains).

## Patrimoine ferroviaire
Le bâtiment voyageurs, construit par la Compagnie des chemins de fer nantais, est toujours en service.